# Mein Herz gehört Dir...
Mein Herz gehört Dir... è un film del 1930 diretto da Max Reichmann.

## Produzione
Il film fu prodotto dalla National-Film Verleih- und Vertriebs-AG (Berlin) con il titolo di lavorazione Madonna im Fegefeuer.

## Distribuzione
Distribuito dalla National-Film, uscì nelle sale cinematografiche tedesche nel 1930, presentato in prima a Berlino il 23 febbraio.